# Heyuan
Heyuan (xinès: 河源; pinyin: Héyuán; hakka: Fò-Ngiàn) és una ciutat a nivell de prefectura de la província de Guangdong, a la República Popular de la Xina. Segons el cens de 2020, la seva població era de 2.837.686 habitants, 1.051.993 dels quals vivien a l'àrea urbanitzada (o metropolitana) formada pel districte urbà de Yuancheng i el comtat de Dongyuan, en gran part urbanitzat. La majoria de la població és hakka.
A bona part de Heyuan el xinès Hakka s'utilitza generalment. També es parla el xinès Yue.
La ciutat inclou el llac més gran de Guangdong: l'embassament de Xinfengjiang. El significat literal del nom de la ciutat és "origen del riu". Recentment s'ha titulat oficialment com la "ciutat natal del dinosaure a la Xina", a causa dels milers de fòssils d'ous de dinosaure que s'han descobert als seus voltants.

## Geografia

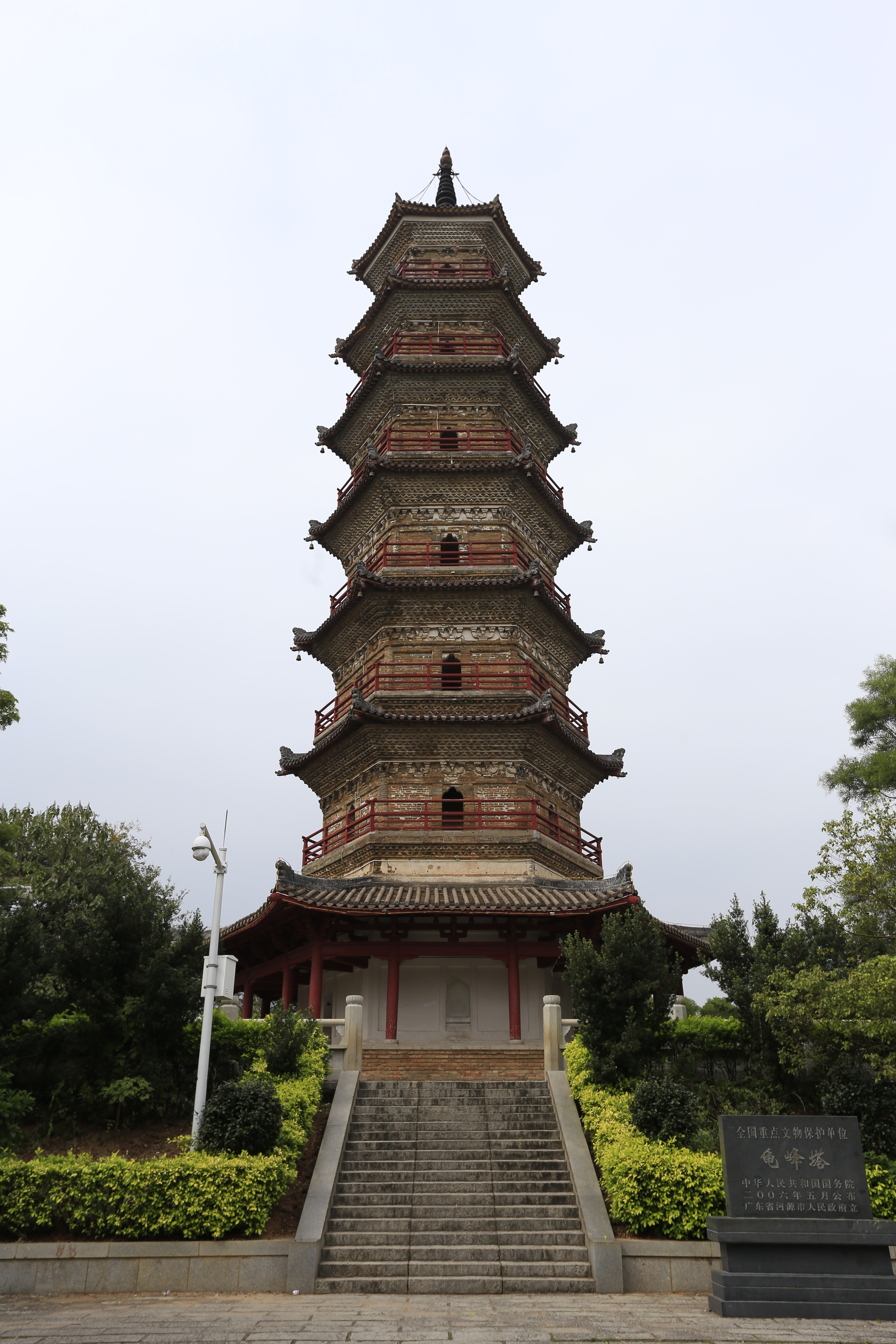
La pagoda Guifeng

Heyuan es troba a la regió nord-est de Guangdong, el tram superior del riu Dong, a la seva confluència amb el riu Xinfeng. Limita amb Huizhou al sud, Ganzhou (Jiangxi) al nord, Meizhou a l'est i Shaoguan a l'oest. Heyuan és un centre regional que connecta les zones costaneres de Guangdong i el camp interior.
Heyuan és rica en recursos naturals i terres fèrtils. Hi ha 1.000 quilòmetres quadrats de terra conreada, 13.600 quilòmetres quadrats de terreny muntanyós i 640 quilòmetres quadrats ocupats per aigua. A Heyuan es troben molts jaciments minerals, com ara mineral de ferro, tungstè, estany i fluorita.

### Clima
Heyuan té un clima subtropical humit influït pel monsó (Köppen Cfa), amb hiverns curts, suaus a càlids, i estius llargs, calorosos i humits. L'hivern comença assolellat i sec, però es torna cada cop més humit i ennuvolat. La primavera és generalment ennuvolada i sovint plujosa, mentre que l'estiu continua essent plujós encara que és molt més assolellat; hi ha 9,1 dies anuals amb uns 50 mm de pluja. La tardor és assolellada i seca. La temperatura mitjana mensual oscil·la entre els 13,1 °C al gener i els 28,5 °C al juliol, i la mitjana anual és de 21,83 °C. La pluja anual és de 1.927 mm i gairebé la meitat es concentra d'abril a juny. La ciutat rep 1.842 hores de sol anualment.

## Geologia
El museu de la ciutat compta amb el rècord mundial Guinness de la col·lecció més gran d'ous de dinosaure, amb 10.008 mostres individuals. També s'han trobat esquelets de dinosaures i petjades fossilitzades a prop.